# Symphony of Enchanted Lands II: The Dark Secret
Symphony of Enchanted Lands II: The Dark Secret – piąty album studyjny wydany przez Rhapsody 27 września 2004 roku. Jest to początek nowej sagi The Dark Secret Saga.
W nagrywaniu płyty wziął udział, jako narrator, znany brytyjski aktor Christopher Lee – odtwórca m.in. roli Sarumana z filmowej adaptacji (reż. Peter Jackson) powieści J.R.R. Tolkiena Władca Pierścieni.

## Lista utworów
| Nr  | Tytuł                                                | Czas  |
| --- | ---------------------------------------------------- | ----- |
| 1.  | „The Dark Secret - Ira Divina”                       | 4:12  |
| 2.  | „Unholy Warcry”                                      | 5:53  |
| 3.  | „Never Forgotten Heroes”                             | 5:32  |
| 4.  | „Green Valleys”                                      | 2:19  |
| 5.  | „The Magic of the Wizard’s Dream”                    | 4:30  |
| 6.  | „Erian's Mystical Rhymes - The White Dragon’s Order” | 9:15  |
| 7.  | „The Last Angel’s Call”                              | 4:36  |
| 8.  | „Dragonland's Rivers”                                | 3:44  |
| 9.  | „Sacred Power of Raging Winds”                       | 10:06 |
| 10. | „Guardiani del Destino”                              | 5:50  |
| 11. | „Shadows of Death”                                   | 8:13  |
| 12. | „Nightfall on the Grey Mountains”                    | 7:20  |